# Предел текучести
Предел текучести — механическая характеристика материала, характеризующая напряжение, при достижении которого пластические деформации продолжают расти без увеличения нагрузки. С помощью этого параметра рассчитываются допустимые напряжения для пластичных материалов.
Обозначение — σт. Единица измерения — паскаль (СИ), кг/мм² (внесистемная).

## Альтернативное определение
Некоторые авторы определяют предел текучести как «напряжение, при котором начинает развиваться пластическая деформация».

## Физический смысл
При увеличении механического воздействия на материал сначала происходит его упругая деформация, затем достигается предел упругости, и материал начинает деформироваться быстрее, чем увеличивается приложенная к нему сила. По достижении предела текучести и при дальнейшем увеличении нагрузки в деформируемом материале происходят заметные необратимые изменения, в случае металла говорят, что он «течёт».
Перестраивается кристаллическая решетка металла, появляются значительные пластические деформации. При этом металл самоупрочняется, об этом говорит то, что после достижения предела текучести деформации растут при возрастающем значении растягивающей силы.
При увеличении нагрузки выше предела упругости, у некоторых материалов диаграмма растяжения принимает горизонтальную форму. Такой горизонтальный участок диаграммы растяжения называется площадкой текучести. Площадка текучести присутствует у малоуглеродистых сталей, у которых деформация увеличивается даже без увеличения нагрузки. У таких материалов предел текучести определяют из уровня усилия на площадке текучести.
У тех материалов, у которых нет площадки текучести, за условный предел текучести принимают то напряжение образца, при котором его остаточное удлинение достигает 0,2 % первоначальной длины.
Предел текучести обозначают символом σT.
Условный предел текучести — σ0,2.